# Garrett Peltonen
Garrett Peltonen (Ashland, 2 november 1981) is een Amerikaans wielrenner.

## Overwinningen
2005
- 2e etappe Tour of Shenandoah
- 4e etappe Joe Martin Stage Race
- Raleigh
- 16e etappe International Cycling Classic

2006
- Portland

2007
- Tour de Leelanau
- 4e etappe Tobago International